# Cloaca

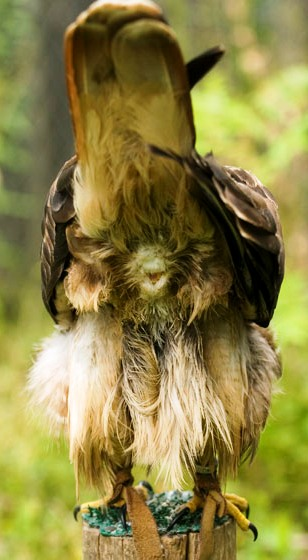
Cloaca di una poiana codarossa.

La cloaca, in anatomia comparata tra alcune specie animali, è un'apertura che serve come unico canale nel quale affluiscono le terminazioni dell'apparato digerente, dell'apparato genitale e dell'apparato urinario.
Il termine cloaca deriva dalla lingua latina e in particolare da cluō, che vuol dire "fogna".

## Descrizione
Gli anfibi, i rettili, gli uccelli e alcuni mammiferi possiedono questo foro, dal quale espellono sia urina che feci, diversamente dagli euteri (la maggior parte dei mammiferi) che possiedono due o tre orifizi separati per l'evacuazione.
I monotremi ed i tenrecidi sono gli unici mammiferi che presentano la cloaca. Essa si forma nell'embrione di tutti i mammiferi, ma permane solo nei monotremi, mentre negli altri (marsupiali e placentati) avviene una precoce separazione di una parte dorsale, da cui si forma il retto, e una parte ventrale, da cui si originano il seno uro-genitale e la vescica urinaria. 
Per quanto riguarda i pesci, la cloaca è presente negli elasmobranchi e nei sarcopterigi.